# Chloryt
Chloryt – minerał, będący mieszaniną glinokrzemianów, magnezu i żelaza, o barwie ciemnozielonej, połysku perłowym, tworzącym łuseczkowate skupienia. Minerał ten należy do krzemianów warstwowych i bywa zaliczany do minerałów ilastych.
Nazwa pochodzi od gr. chloros = jasnozielony (A.G. Werner, 1789 r.).

## Charakterystyka

### Właściwości
Zazwyczaj tworzy kryształy o pokroju tabliczkowym, słupkowym o sześciobocznym zarysie. Tworzy zbliźniaczenia i pseudomorfozy.
Występuje w skupieniach łuskowych, włóknistych, ziarnistych, zbitych, nerkowatych. Tworzy też naloty. Jest giętki, lecz nie sprężysty. Buduje szereg izomorficzny z minerałami o podobnym składzie.

### Występowanie
Minerał utworów hydrotermalnych i pegmatytowych, także skał osadowych i gleb. Spotykany w skałach metamorficznych i żyłach kruszcowych. Współwystępuje z takimi minerałami jak: granat, rutyl, tytanit, diopsyd, wezuwian, kwarc, skalenie.
Miejsca występowania:
- Na świecie: Niemcy – Saksonia, Nadrenia, Austria – Taury, Szwajcaria – Valais, Wielka Brytania, USA, RPA, Rosja.

- W Polsce: znaleziony został w okolicach Częstochowy, Łęczycy.

### Zastosowanie
Niektóre chloryty (szamozyt, turyngit) wykorzystywane są jako rudy żelaza.
Z chlorytu wykonana została kamienna bransoleta, której dwa fragmenty zostały znalezione w 2008 w Denisowej Jaskini na Syberii. Badania tego artefaktu i jego kontekstu archeologicznego pozwoliły w 2015 oszacować jego wiek na 40 000 lat. Tym samym ta ozdoba była w momencie opublikowania datowania najstarszą znaną bransoletą kamienną świata, a jej wiek wskazywał na to, że została wykonana przez denisowian. Zabytek jest przechowywany w muzeum historii i kultury ludów Syberii w Nowosybirsku.